# Hallonbi
Hallonbi (Panurginus romani) är en solitär biart som beskrevs av Aurivillius 1914. Hallonbiet ingår i släktet bergsbin och familjen grävbin. Inga underarter finns listade i Catalogue of Life.

## Beskrivning
Hallonbiet är ett långsträckt bi med svart grundfärg och gles, vit till gråbrun behåring. Hanen har de yttersta antennsegmenten orange, samt (munskölden) och delar av benen ljusgula. Biet är litet, med en kroppslängd på 7 till 8 mm.

## Ekologi
Habitatet utgörs av skogsbryn, gärna mot odlad mark, sand- och grustag, skogsvägar, kalhyggen och erosionsbranter. Arten, som flyger under juni och juli, är helt oligolektisk vad gäller polleninsamling till larverna, den hämtar endast pollen från hallon i familjen rosväxter, men för att äta nektar kan biet även flyga till skogsnäva (näveväxter) och lingon (ljungväxter). Boet grävs ut i sandig, glesbevuxen mark på soliga ställen, och består av en vertikal tunnel, 5 till 8 cm lång, med omkring 8 sidtunnlar, som var och en avslutas med en larvcell. Dessa fylls av honan med en blandning av pollen och nektar som näring, varefter hon lägger ett ägg på toppen och sluter till cellen.

## Utbredning
Hallonbiet förekommer från Skandinavien österut längs tajgan till Sibirien och Rysslands Stillahavskust.
I Sverige finns arten från Lappland kring Luleälven till norra Västmanland och Uppland, samt på en seperat lokal i Närke. Den svenska förekomsten är klassificerad som livskraftig.
I Finland förekommer arten i sydöstra delarna av landet, från Päijänne-Tavastland och Södra Karelen i söder, till Norra Savolax, Norra Karelen och Kajanaland i norr.. Den har på relativt kort tid (från 2000 till 2010) gått från att vara starkt hotad till livskraftig.
I Norge, där arten också är klassificerad som livskraftig, finns den i Trøndelag och sällsynt i Østlandet.